# Timeless (álbum de Meghan Trainor)
Timeless es el sexto álbum de estudio de la cantante y compositora estadounidense Meghan Trainor. Epic Records lo lanzó el 7 de junio de 2024. Trainor colaboró con productores como Federico Vindver, Gian Stone, Grant Boutin y Jason Evigan. Entre los artistas invitados se encuentran T-Pain, Lawrence y Niecy Nash. El álbum es una mezcla de doo wop y bubblegum pop con ritmos de club e influencias de dance pop y R&B. Timeless transmite un mensaje de autoempoderamiento, empoderamiento femenino y afirmaciones positivas, inspirado por la familia de Trainor, la maternidad y sus experiencias en la industria musical.
Trainor ha promocionado Timeless con apariciones públicas y actuaciones televisadas en programas como Today y The Tonight Show Starring Jimmy Fallon. Tras su lanzamiento, comenzará su primera gira de conciertos en más de siete años, The Timeless Tour (2024), en Estados Unidos. El álbum ha sido respaldado por tres sencillos: «Been Like This», una colaboración con T-Pain; «To the Moon»; y «Whoops». Los críticos han opinado que combina géneros de la música previa de Trainor de manera más intensa y han elogiado la composición de las canciones. Timeless debutó en el número 27 en la lista Billboard 200 de EE. UU., logrando la mejor semana de ventas de Trainor desde 2020. El álbum también alcanzó el número 12 en el Reino Unido y el número 23 en Australia.

## Antecedentes
La popularidad de Meghan Trainor disminuyó en el período previo al lanzamiento de su tercer álbum de estudio, Treat Myself (2020), que recibió una promoción en vivo limitada debido a los confinamientos por COVID-19. Después de que su canción de 2014 «Title» alcanzara popularidad viral en la plataforma de videos TikTok en 2021, Trainor anunció su intención de regresar al sonido doo wop de su álbum anterior en su quinto álbum de estudio. TikTok tuvo una gran influencia en el proceso creativo de Trainor, quien comenzó a escribir material que resonara con las audiencias en esta plataforma. Ganó popularidad en el servicio al compartir regularmente clips y otro contenido con el influencer Chris Olsen. Su álbum de 2022, Takin' It Back, incluyó el sencillo «Made You Look», que se volvió viral en TikTok. Este tema se convirtió en la primera canción de Trainor desde 2016 en entrar en el top 40 del Billboard Hot 100 de EE. UU. y alcanzó el top 10 en varios otros países.

## Lanzamiento y promoción
Trainor y T-Pain lanzaron «Been Like This» como el primer sencillo de Timeless el 14 de marzo de 2024. Ese mismo día, Trainor anunció que el álbum, titulado Timeless, se lanzaría el 14 de junio de 2024 y compartió su portada oficial en las redes sociales. «Been Like This» se envió a las radios en Italia el 22 de marzo y alcanzó el número 40 en el Reino Unido y el número 51 en Irlanda. El segundo sencillo, «To the Moon», se lanzó el 3 de mayo de 2024, acompañado de un video musical con apariciones de Sabara, su hijo, Nash, y los influencers Olsen y Brookie y Jessie. Trainor interpretó las canciones durante la vigésima segunda temporada de American Idol el 5 de mayo.
Epic Records lanzó el álbum el 7 de junio de 2024. Ese mismo día, Trainor interpretó «Whoops» y un popurrí de «Been Like This» y «To the Moon» en el programa Today. En un episodio de Workin' on It, ella declaró que su equipo no promocionaría más sencillos en las estaciones de radio a menos que alcanzaran popularidad viral en TikTok primero. Un video musical para «Whoops» se lanzó el 10 de junio. Timeless será apoyado por la primera gira de conciertos de Trainor en más de siete años, The Timeless Tour, que comenzará en Cincinnati en septiembre de 2024 y concluirá en Inglewood, California, en octubre de 2024. Natasha Bedingfield, Olsen, Paul Russell y el hermano de Trainor, Ryan, serán invitados especiales.

## Recepción de la crítica
Los críticos analizaron Timeless en el contexto del material anterior de Trainor. DeWald creía que, aunque siempre había combinado diferentes géneros en su música, el álbum presentaba «sonidos clásicos» y la síntesis parecía más intensa. Matt Collar, de AllMusic, pensaba que Trainor había tomado prestado un poco de todos los estilos musicales que había probado en el pasado, tocando varias notas estilísticas que la popularizaron, y que había entregado un «álbum espumoso, confiado y mixtape».  Jack describió el álbum como una clara mejora de Takin' It Back, pero opinó que carecía de un verdadero sentido de la dirección, y aunque Trainor se inclinó hacia el aspecto moderno de su sonido, no era lo suficientemente interesante para un álbum entero.
También comentaron la composición y el lirismo de Timeless. Collar creía que, aunque el doo-wop puede ser un género caprichoso y pastiche, el álbum estaba escrito de forma inteligente y lleno de ganchos melódicos que acentúan el talento de Trainor como compositora de pop, así como cantante. DeWald pensaba que ofrecía su nueva perspectiva después de convertirse en madre, poniendo énfasis en su familia, y que era consistentemente fresco durante toda su duración. Rhea Saxena de South China Morning Post alabó Timeless y creyó que empoderaría a las mujeres jóvenes para resistirse al sexismo y a las relaciones tóxicas. Por otro lado, Jack opinó que el pobre lirismo y la incoherencia mantenían el amistoso enfoque del álbum por debajo de sus aspiraciones y el repetitivo tema del amor creaba redundancia.  Aunque consideraba que mostraba «destellos de destreza compositiva», quedaban adumbrados por la producción, el estilo doo-wop y los «puntos bajos».

## Lista de Canciones
La edición estándar de Timeless contendrá 16 pistas. La edición de Target incluirá una pista adicional.

| Timeless (Standard Edition) track listing |                                     |               |          |  |
| N.º                                       | Título                              | Productor(es) | Duración |  |
| 1.                                        | «To the Moon»                       | Vindver       | 2:29     |  |
| 2.                                        | «Been Like This» (con T-Pain)       | Stone         | 2:25     |  |
| 3.                                        | «Crowded Room»                      |               | 2:24     |  |
| 4.                                        | «Whoops»                            |               | 2:28     |  |
| 5.                                        | «Crushin'» (con Lawrence)           |               | 2:03     |  |
| 6.                                        | «I Wanna Thank Me» (con Niecy Nash) |               | 2:23     |  |
| 7.                                        | «Love On Hold» (con T-Pain)         |               | 2:57     |  |
| 8.                                        | «Forget How to Love»                |               | 3:18     |  |
| 9.                                        | «Rollin'»                           |               | 2:46     |  |
| 10.                                       | «I Don't Do Maybe»                  |               | 2:30     |  |
| 11.                                       | «I Get It»                          |               | 3:05     |  |
| 12.                                       | «Sleepin' on Me»                    |               | 3:02     |  |
| 13.                                       | «Hate It Here»                      |               | 2:46     |  |
| 14.                                       | «Bestie»                            |               | 3:11     |  |
| 15.                                       | «Doin' It All for You»              |               | 3:20     |  |
| 16.                                       | «Timeless»                          |               | 3:13     |  |
| 44:20                                     |                                     |               |          |  |

| Timeless – Target and digital deluxe editions |           |             |          |  |
| N.º                                           | Título    | Producer(s) | Duración |  |
| 17.                                           | «Bite Me» | Vindver     | 2:51     |  |
| 47:11                                         |           |             |          |  |

## Gráficos
| Chart (2024)                       | Peak position |
| ---------------------------------- | ------------- |
| Australia (ARIA)                   | 23            |
| Austria (Ö3 Austria)               | 55            |
| Bélgica (Ultratop Flandes)         | 158           |
| Canadá (Billboard Canadian Albums) | 48            |
| Suiza (Schweizer Hitparade)        | 97            |
| Reino Unido (UK Albums Chart)      | 12            |
| Estados Unidos (Billboard 200)     | 27            |

## Historial de lanzamientos
| Región | Fecha              | Formato(s)                          | Discográfica | Edición  | Ref.   |
| ------ | ------------------ | ----------------------------------- | ------------ | -------- | ------ |
| Varios | 7 de junio de 2024 | CD, Descarga digital, LP, streaming | Epic         | Original | [ 32 ] |
| Varios | 7 de junio de 2024 | CD                                  | Epic         | Target   | [ 33 ] |